# 2-ノナノール
2-ノナノール(2-nonanol)は単純なアルコールの一つ。キュウリのような芳香を持ち、カキ (貝)で確認されている。いくつかの昆虫によってフェロモンとして使われており、市販もされている。消防法に定める第4類危険物 第3石油類に該当する。